# 中立宣言

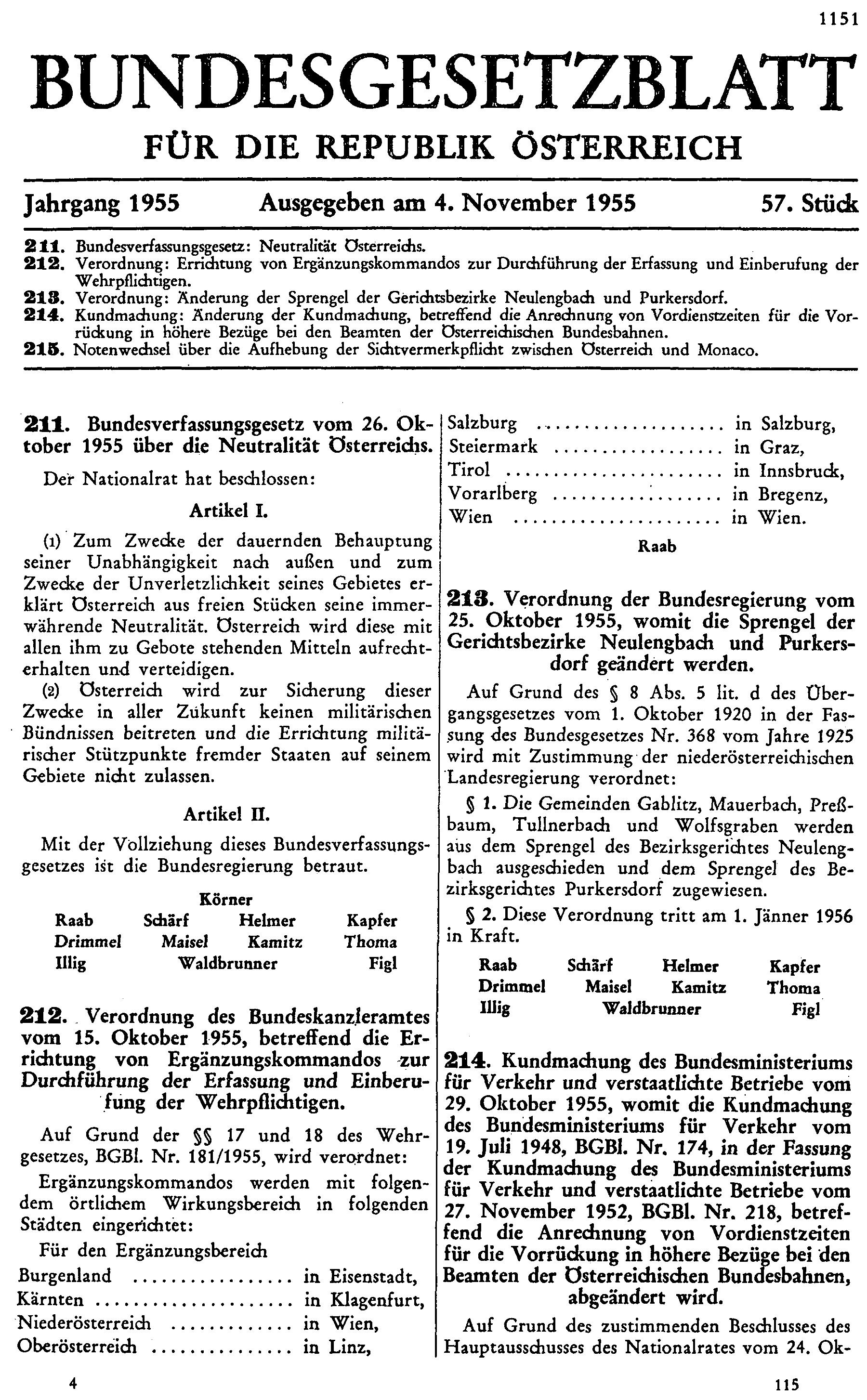
1955年11月4日的《奧地利聯邦法律公報》（Bundesgesetzblatt für die Republik Österreich）中的〈1955年10月26日奧地利中立的聯邦憲法法律〉（Bundesverfassungsgesetz vom 26. Oktober 1955 über die Neutralität Österreichs）

《中立宣言》（德語：Neutralität）是由奧地利國會（Österreichisches Parlament）提出的宣言，宣布奧地利為永久中立國。此宣言於1955年10月26日被國會制定為憲法法律條文，也就是《奧地利聯邦憲法》（Österreichische Bundesverfassung）的一部分。

## 起因

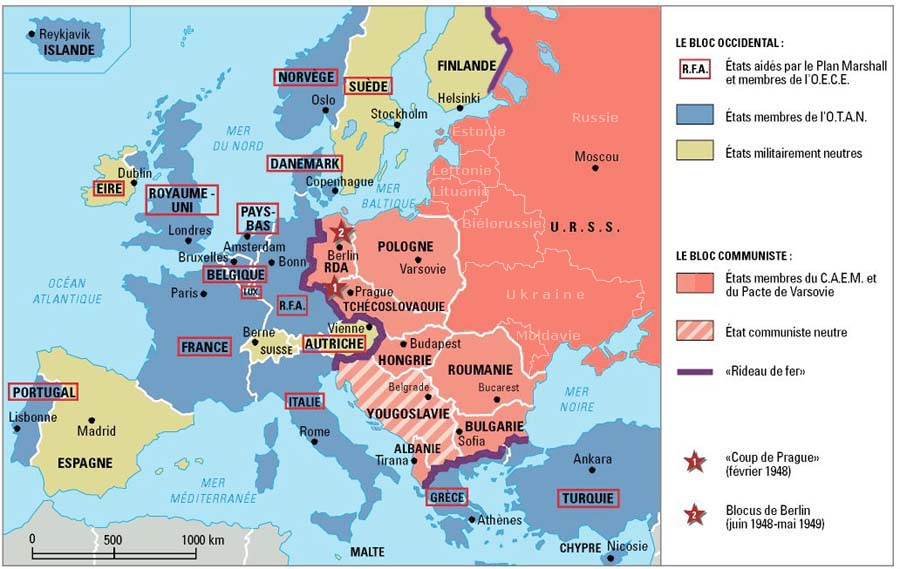
1989年之前的歐洲，在兩大聯盟之間的中立國（淺黃色）

奧地利在1945-55年間被四大勝利國分治，如德國一般

從形式上來看，該宣言是由奧地利共和國自願頒布的。然而從國際政治上來看，這是由於蘇聯、美國、英國與法國四國盟軍於1945年至1955年間聯合佔領奧地利，當奧地利因1955年5月15日簽署的《奧地利國家條約》而「自由」時的直接結果。當時占領國之一的蘇聯聲明若奧地利不承諾在盟軍離開該國後宣告中立，則蘇聯不會同意簽署《奧地利國家條約》
。

## 宣言內容
在1955年10月26日（即聯軍撤出奧地利的隔天），奧地利國會即通過《中立宣言》成為《奧地利憲法》的一部分，宣言條文內容包括
第1條：
- 奧地利以對外獨立且領土不可侵犯為宗旨，自願宣布為永久中立國。奧地利將使用一切手段來維護本國的獨立[3]。（第1款）
- 奧地利不會加入任何軍事聯盟，也不允許外國在其領土上建立軍事基地[4]。（第2款）

而《奧地利聯邦憲法》第9條第1款條文正是其宣言入憲的結果。
第9條：
- 奥地利致力于全面国防。其任务是维护外部独立以及联邦领土的不可侵犯和统一，特别是维持和捍卫永久中立。宪法机构及其行动能力以及居民的民主自由也必须受到保护和捍卫，免受外部暴力攻击[5]。

## 影響
自1955年起，永久中立國已經成為奧地利一種根深蒂固的認同。奧地利為了紀念此宣言，訂定10月26日為奧地利的國慶節（Nationalfeiertag）。在法律上而言，中立宣言不僅是奧地利憲法的一部分，更是國際法的一部分。在法律學者間仍對於奧地利是否能夠自行改變其中立的狀態而有所爭議。然而，並沒有政治人物或是民眾支持改變中立狀態。由于该宣言的签署，二战结束后占领奥地利的美英法苏军队也相继在1955年撤离奥地利。在冷戰期間，奧地利作為美蘇兩大陣營的緩衝國，也因此成為美蘇間諜收集情報的主要國家，不過也讓奧地利帶來數百年來未曾有過的和平時期。
然而，冷戰結束後，奧地利於1995年加入歐盟，又於1999年加入歐元區。芬蘭總理馬蒂·萬哈寧認為因為芬蘭成為了歐洲聯盟成員國而有了歐盟共同的外交與安全政策而已經不再是中立國。
不過奧地利維持軍事中立，至今並無加入北約或其他軍事同盟。2022年俄羅斯入侵烏克蘭，奧地利支持烏克蘭，為烏克蘭提供人道援助和收容部分難民，但拒絕提供武器支援，並維持和俄羅斯的商業往來。